# ツール・ド・フランス2017
ツール・ド・フランス 2017 (仏: Tour de France 2017) は、ツール・ド・フランスの104回目のレース。ドイツ・ノルトライン＝ヴェストファーレン州のデュッセルドルフからスタートし、パリにゴールするコースで2017年7月1日から7月23日まで行なわれた。

## 概要
当初はイギリス・ロンドンでスタート予定であった。しかし大会の運営には3500万ポンド必要であったことから開催を辞退。15年12月、ASOはデュッセルドルフをスタート地点にすると発表し、第1ステージは同市内のデュッセルドルフメッセを発着点とする13kmの個人タイムトライアルを実施する。ドイツでグランデパールを迎えるのは30年ぶり4回目であり、東西ドイツ統一後は初めて。

## 選手の出場動向

### 総合優勝争い
- 優勝候補の筆頭である昨年大会王者のクリス・フルーム(チームスカイ)は3連覇を狙い出場[2]。しかし、ここまで未勝利だということと、コースレイアウトがフルーム向きでないということで、3連覇は難しいのでは、との見方も示されていた。
- 対抗馬は今年のジロ・デ・イタリアを総合2位で終えた昨年大会総合3位のナイロ・キンタナ(モビスター)や、昨年大会総合2位と大躍進を遂げたフランス期待のクライマー、ロマン・バルデ(AG2R・ラ・モンディアル)、2007,2009年覇者のアルベルト・コンタドール(トレック・セガフレード)など。しかしキンタナは激戦となったジロでの疲労から抜け出せているかが不安要素となる。
- 昨年大会で総合4位と新人賞を獲得したアダム・イェーツ(オリカ・スコット)は欠場[3]。代わって兄のサイモン・イェーツ(オリカ・スコット)が新人賞と総合成績を狙う。

### ポイント賞争い
- 2012年から全てのツールでポイント賞(マイヨ・ヴェール)を獲得しているペーター・サガン(ボーラ＝ハンスグローエ)[4]。今年も絶対的なポイント賞候補である。
- 対抗馬としては登りスプリントでサガンを下す力を持つマイケル・マシューズ(サンウェブ)や、2011年に区間2勝をあげたエドヴァルド・ボアッソン・ハーゲン(ディメンションデータ)、昨年区間1勝とマイヨ・ジョーヌ3日間着用という成績を残したフレフ・ヴァン・アーヴェルマート(BMCレーシング)など。

### 山岳賞争い
- 毎年予想が難しい山岳賞争い。昨年大会で山岳賞を獲得したラファウ・マイカ(ボーラ＝ハンスグローエ)は総合成績を狙うため、昨年大会山岳賞2位となった逃げ屋のトーマス・デ・ヘント(ロット・ソウダル)や、ツールで山岳賞を狙うと宣言していた2人のフレンチクライマー、ピエール・ロラン(キャノンデール・ドラパック)とティボー・ピノ(FDJ)などが有力視されていた[5]。

### 新人賞争い
- 前述の通り昨年大会新人賞のアダム・イェーツ(オリカ・スコット)は欠場。兄のサイモン・イェーツ(オリカ・スコット)が史上初の2年連続兄弟マイヨ・ブランを狙う。
- 南アフリカ共和国出身の昨年大会総合8位、ルイス・メインチェス(UAEチーム・エミレーツ)も、史上初のアフリカ人4賞ジャージ獲得を狙う。しかしチームには山岳アシストが少ないことがメインチェスの新人賞争いに響くのでは、という見方もなされていた。
- 若手フランス人オールラウンダーと期待されているギヨーム・マルタン(ワンティ・グループ・ゴベール)も、初のツールで新人賞を狙う。

### その他
- 2004年と2011年にそれぞれマイヨ・ジョーヌ10日間着用、2011年はさらに総合4位と表彰台まであと一歩の健闘を見せていた大ベテラン、フランスの英雄トマ・ヴォクレール(ディレクトエネルジー)が今ツールでの引退を発表。
- 日本の新城幸也(バーレーン・メリダ)の7度目の出場が決定。エースのヨン・イサギレ(バーレーン・メリダ)をアシストしつつ、日本人初のツール区間優勝を狙う。
- ツールメンバー入りをしていたアンドレ・カルドソ(トレック・セガフレード)がEPO陽性[6]となり、カルドソの代わりにアイマル・スベルディア(トレック・セガフレード)が出場する。

## 出場チーム
| 特記     | 特記                                                             |
| -------- | ---------------------------------------------------------------- |
| No.      | ゼッケンナンバー                                                 |
| 最終順位 | 最終総合順位                                                     |
| 斜字     | 1992年1月1日以降生の新人賞対象選手                               |
|          | 総合優勝者 (マイヨ・ジョーヌ)                                    |
|          | ポイント賞獲得者 (マイヨ・ヴェール)                              |
|          | 山岳賞獲得者 (マイヨ・ブラン・ア・ポワ・ルージュ)                |
|          | 新人賞獲得者 (マイヨ・ブラン)                                    |
|          | 総合敢闘賞獲得者 (ドサール・ルージュ)                            |
|          | チーム総合時間賞獲得者 (ドサール・ジョーヌ)                      |
| DNS      | did not start 当該ステージ開始前に棄権。                         |
| DNF      | did not finish 当該ステージで不完走。途中棄権。                  |
| HD       | hars des délais 当該ステージで所定時間内不完走。タイムオーバー。 |
| DSQ      | disqualified 当該ステージで失格。                                |

### スタートリスト
太字はUCIワールドチーム
中字はプロフェッショナルコンチネンタルチーム
選手名が斜字の選手は新人賞対象選手(1992年1月1日以降生まれの選手)。
| チーム・スカイ(SKY) |                          |          |
| No.                 | 選手名                   | 最終順位 |
| 1                   | クリス・フルーム         | 1        |
| 2                   | セルジオ・ルイス・エナオ | 28       |
| 3                   | ヴァシル・キリエンカ     | 112      |
| 4                   | クリスティアン・クネース | 144      |
| 5                   | ミハウ・クフャトコフスキ | 57       |
| 6                   | ミケル・ランダ           | 4        |
| 7                   | ミケル・ニエベ           | 14       |
| 8                   | ルーク・ロウ             | 167      |
| 9                   | ゲラント・トーマス       | DNF-9    |

| AG2R・ラ・モンディアル(ALM) |                              |          |
| No.                         | 選手名                       | 最終順位 |
| 11                          | ロマン・バルデ               | 3        |
| 12                          | ヤン・バークランツ           | 22       |
| 13                          | アクセル・ドモン             | 68       |
| 14                          | マティアス・フランク         | 30       |
| 15                          | ベン・ガスタウアー           | 37       |
| 16                          | シリル・ゴティエ             | 48       |
| 17                          | ピエール・ラトゥール         | 29       |
| 18                          | オリバー・ナーセン           | 63       |
| 19                          | アレクシー・ヴュイエルモーズ | 13       |

| モビスター・チーム(MOV) |                          |          |
| No.                     | 選手名                   | 最終順位 |
| 21                      | ナイロ・キンタナ         | 12       |
| 22                      | アンドレイ・アマドール   | 87       |
| 23                      | ダニエーレ・ベンナーティ | 104      |
| 24                      | カルロス・ベタンクール   | 18       |
| 25                      | ホナタン・カストロビエホ | 60       |
| 26                      | イマノル・エルビティ     | 92       |
| 27                      | へスス・エラダ           | 97       |
| 28                      | ヤシャ・ズッターリン     | 108      |
| 29                      | アレハンドロ・バルベルデ | DNF-1    |

| トレック・セガフレード(TFS) |                          |          |
| No.                         | 選手名                   | 最終順位 |
| 31                          | アルベルト・コンタドール | 9        |
| 32                          | クーン・デ・コルト       | 70       |
| 33                          | ジョン・デゲンコルプ     | 121      |
| 34                          | ファビオ・フェリーネ     | DNF-14   |
| 35                          | ミカエル・ゴグル         | 146      |
| 36                          | マルケル・イリサール     | 135      |
| 37                          | バウク・モレマ           | 17       |
| 38                          | ハルリンソン・パンタノ   | 46       |
| 39                          | アイマル・スベルディア   | 52       |

| BMC・レーシングチーム(BMC) |                                |          |
| No.                        | 選手名                         | 最終順位 |
| 41                         | リッチー・ポート               | DNF-9    |
| 42                         | ダミアーノ・カルーゾ           | 11       |
| 43                         | アレッサンドロ・デ・マルキ     | 99       |
| 44                         | シュテファン・キュング         | 79       |
| 45                         | アマエル・モワナール           | 32       |
| 46                         | ニコラス・ロッシュ             | 33       |
| 47                         | ミヒャエル・シェーア           | 72       |
| 48                         | フレフ・ファン・アヴェルマート | 58       |
| 49                         | ダニーロ・ウィス               | 81       |

| アスタナ・プロチーム(AST) |                                |          |
| No.                       | 選手名                         | 最終順位 |
| 51                        | ファビオ・アル                 | 5        |
| 52                        | ダリオ・カタルド               | DNF-11   |
| 53                        | ヤコブ・フルサング             | DNF-13   |
| 54                        | アンドリー・グリフコ           | 120      |
| 55                        | ドミトリー・グルズデフ         | 115      |
| 56                        | バクティヤール・コジャタイェフ | 93       |
| 57                        | アレクセイ・ルツェンコ         | 71       |
| 58                        | ミカエル・ヴァルグレン         | 61       |
| 59                        | アンドレイ・ゼイツ             | 44       |

| UAE チーム・エミレーツ(UAD) |                                  |          |
| No.                         | 選手名                           | 最終順位 |
| 61                          | ルイス・メインチェス             | 8        |
| 62                          | ダルウィン・アタプマ             | 41       |
| 63                          | マッテオ・ボーノ                 | 111      |
| 64                          | クリスティアン・デュラセック     | 50       |
| 65                          | ヴェーガル・スターク・ラエンゲン | 127      |
| 66                          | マルコ・マルカート               | 96       |
| 67                          | マヌエーレ・モーリ               | DNF-9    |
| 68                          | ベン・スウィフト                 | 83       |
| 69                          | ディエゴ・ウリッシ               | 39       |

| FDJ(FDJ) |                              |          |
| No.      | 選手名                       | 最終順位 |
| 71       | アルノー・デマル             | HD-9     |
| 72       | ダヴィデ・チモライ           | 152      |
| 73       | ミカエル・ドラージュ         | HD-9     |
| 74       | ヤコポ・グアルニエーリ       | HD-9     |
| 75       | イグナタス・コノヴァロヴァス | HD-9     |
| 76       | オリヴィエ・ル・ガック       | 158      |
| 77       | ルディ・モラール             | 36       |
| 78       | ティボー・ピノ               | DNF-17   |
| 79       | アルテュール・ヴィショ       | DNF-13   |

| オリカ・スコット(ORS) |                          |          |
| No.                   | 選手名                   | 最終順位 |
| 81                    | エステバン・チャベス     | 62       |
| 82                    | ミヒャエル・アルバジーニ | 98       |
| 83                    | ルーク・ダーブリッジ     | DNF-2    |
| 84                    | マシュー・ヘイマン       | 151      |
| 85                    | ダミアン・ハウスン       | 88       |
| 86                    | ダリル・インピー         | 47       |
| 87                    | イェンス・クークレール   | 59       |
| 88                    | ロマン・クロイツィゲル   | 24       |
| 89                    | サイモン・イェーツ       | 7        |

| チーム・ディメンションデータ(DDD) |                                          |          |
| No.                               | 選手名                                   | 最終順位 |
| 91                                | マーク・カヴェンディッシュ               | DNS-5    |
| 92                                | エドヴァルド・ボアソン・ハーゲン         | 78       |
| 93                                | スティーヴ・カミングス                   | 141      |
| 94                                | ベルンハルト・アイゼル                   | 153      |
| 95                                | ライナルト・ヤンセ・ファン・レンズブルク | 118      |
| 96                                | セルジュ・パウエルス                     | 19       |
| 97                                | マーク・レンショー                       | HD-9     |
| 98                                | スコット・スウェイツ                     | 107      |
| 99                                | ヤコ・フェンター                         | 162      |

| クイックステップ・フロアーズ(QST) |                            |          |
| No.                               | 選手名                     | 最終順位 |
| 101                               | マルセル・キッテル         | DNF-17   |
| 102                               | ジャック・バウアー         | 105      |
| 103                               | ジャンルーカ・ブランビッラ | 53       |
| 104                               | フィリップ・ジルベール     | DNS-16   |
| 105                               | ダニエル・マーティン       | 6        |
| 106                               | ファビオ・サバティーニ     | 154      |
| 107                               | ズデネク・シュティバル     | 102      |
| 108                               | マッテオ・トレンティン     | HD-9     |
| 109                               | ジュリアン・ヴェルモト     | 139      |

| ボーラ＝ハンスグローエ(BOH) |                          |          |
| No.                         | 選手名                   | 最終順位 |
| 111                         | ペーター・サガン         | DSQ-4    |
| 112                         | マツィエイ・ボドナル     | 116      |
| 113                         | エマヌエル・ブッフマン   | 15       |
| 114                         | マルクス・ブルクハルト   | 131      |
| 115                         | ラファウ・マイカ         | DNS-10   |
| 116                         | ジェイ・マッカーシー     | 94       |
| 117                         | パヴェル・ポリャンスキー | 80       |
| 118                         | ユライ・サガン           | HD-9     |
| 119                         | リュディガー・ゼーリッヒ | 165      |

| カチューシャ・アルペシン(KAT) |                            |          |
| No.                           | 選手名                     | 最終順位 |
| 121                           | トニー・マルティン         | 101      |
| 122                           | マルコ・ハラー             | 155      |
| 123                           | レト・ホレンシュタイン     | 150      |
| 124                           | ロベルト・キセルロヴスキ   | 31       |
| 125                           | アレクサンダー・クリストフ | 130      |
| 126                           | マウリツ・ラメルティンク   | 75       |
| 127                           | ティアゴ・マシャド         | 74       |
| 128                           | ニルス・ポリット           | 95       |
| 129                           | リック・ツァベル           | 145      |

| ロット・ソウダル(LTS) |                      |          |
| No.                   | 選手名               | 最終順位 |
| 131                   | アンドレ・グライペル | 149      |
| 132                   | ラース・バク         | 123      |
| 133                   | ティージ・べヌート   | 20       |
| 134                   | トーマス・デ・ヘント | 51       |
| 135                   | トニー・ガロパン     | 21       |
| 136                   | アダム・ハンセン     | 113      |
| 137                   | ユルヘン・ルーランツ | 136      |
| 138                   | マルセル・ジーベルグ | DNS-17   |
| 139                   | ティム・ウェレンス   | DNF-15   |

| チーム・サンウェブ(SUN) |                        |          |
| No.                     | 選手名                 | 最終順位 |
| 141                     | マイケル・マシューズ   | 69       |
| 142                     | ニキアス・アルント     | 84       |
| 143                     | ワレン・バルギル       | 10       |
| 144                     | ロイ・クルフェルス     | 142      |
| 145                     | シモン・ゲシュケ       | 64       |
| 146                     | ラモン・シンケルダム   | 148      |
| 147                     | ラウレンス・テン・ダム | 67       |
| 148                     | ミケ・テューニッセン   | 129      |
| 149                     | アルベルト・ティマー   | 157      |

| コフィディス(COF) |                        |          |
| No.               | 選手名                 | 最終順位 |
| 151               | ナセル・ブアニ         | 138      |
| 152               | ディミトリ・クライス   | 163      |
| 153               | ニコラ・ウデ           | 76       |
| 154               | クリストフ・ラポルテ   | 133      |
| 155               | シリル・ルモワンヌ     | 128      |
| 156               | ルイス・アンヘル・マテ | 56       |
| 157               | ダニエル・ナバロ       | 27       |
| 158               | フロリアン・セネシャル | 161      |
| 159               | ジュリアン・シモン     | 117      |

| チーム・ロットNL・ユンボ(TLJ) |                              |          |
| No.                           | 選手名                       | 最終順位 |
| 161                           | ロベルト・ヘーシンク         | DNF-9    |
| 162                           | ジョージ・ベネット           | DNF-16   |
| 163                           | ディラン・フルーネヴェーヘン | 156      |
| 164                           | トム・レーゼル               | 166      |
| 165                           | ポール・マルテンス           | 82       |
| 166                           | プリモシュ・ログリッチ       | 38       |
| 167                           | ティモ・ローセン             | DNF-19   |
| 168                           | ヨス・ファン・エムデン       | DNF-9    |
| 169                           | ロベルト・ヴァーグナー       | 164      |

| ディレクトエネルジー(DEN) |                          |          |
| No.                       | 選手名                   | 最終順位 |
| 171                       | トマ・ヴォクレール       | 91       |
| 172                       | トマ・ブダ               | 140      |
| 173                       | リリアン・カルメジャーヌ | 35       |
| 174                       | シルヴァン・シャヴァネル | 25       |
| 175                       | ヨアン・ジェーヌ         | 134      |
| 176                       | アドリアン・プティ       | 126      |
| 177                       | ペリグ・ケムヌール       | 106      |
| 178                       | ロマン・シカール         | 66       |
| 179                       | アンジェロ・テュリク     | 89       |

| キャノンデール・ドラパック(CDT) |                            |          |
| No.                             | 選手名                     | 最終順位 |
| 181                             | ピエール・ロラン           | 54       |
| 182                             | アルベルト・ベッティオール | 90       |
| 183                             | パトリック・ベヴィン       | 114      |
| 184                             | ネイサン・ブラウン         | 43       |
| 185                             | サイモン・クラーク         | 86       |
| 186                             | テイラー・フィニー         | 159      |
| 187                             | アンドリュー・タランスキー | 49       |
| 188                             | リゴベルト・ウラン         | 2        |
| 189                             | ディラン・ファンバールレ   | 77       |

| バーレーン・メリダ(TBM) |                          |          |
| No.                     | 選手名                   | 最終順位 |
| 191                     | ヨン・イサギレ           | DNF-1    |
| 192                     | 新城幸也                 | 109      |
| 193                     | グレガ・ボレ             | 143      |
| 194                     | ボルト・ボジッチ         | 160      |
| 195                     | ヤネス・ブライコヴィッチ | 45       |
| 196                     | オンドレイ・ツィンク     | DNF-19   |
| 197                     | ソニー・コルブレッリ     | 122      |
| 198                     | ツガブ・グルメイ         | 73       |
| 199                     | ハビエル・モレノ         | 119      |

| ワンティ・グループ・ゴベール(WGG) |                                |          |
| No.                               | 選手名                         | 最終順位 |
| 201                               | ギョーム・マルタン             | 23       |
| 202                               | フレデリック・バカールト       | 132      |
| 203                               | トーマス・デハント             | 34       |
| 204                               | マルコ・ミナールト             | 40       |
| 205                               | ヨアン・オフレド               | 110      |
| 206                               | アンドレア・パスカロン         | 137      |
| 207                               | ディオン・スミス               | 124      |
| 208                               | ギョーム・ファンケイルスブルク | 147      |
| 209                               | ピーター・ファンスペイブラウク | 100      |

| フォルテュネオ・オスカロ(TFO) |                              |          |
| No.                           | 選手名                       | 最終順位 |
| 211                           | ダニエル・マックレイ         | DNF-17   |
| 212                           | マキシム・ブエ               | 55       |
| 213                           | ブリス・フェイユ             | 16       |
| 214                           | エリー・ジェスベール         | 85       |
| 215                           | ロマン・アルディ             | 26       |
| 216                           | ピエールリュック・ペリション | 42       |
| 217                           | ローラン・ピション           | 125      |
| 218                           | エドゥアルド・セプルベダ     | 65       |
| 219                           | フロリアン・ヴァション       | 103      |

## 日程
| ステージ | 開催日   | コース                                            | type                         | 距離 (km) | ステージ勝者                     | 全体リーダー       |
| -------- | -------- | ------------------------------------------------- | ---------------------------- | --------- | -------------------------------- | ------------------ |
| 1        | 07月01日 | デュッセルドルフ – デュッセルドルフ               | 個人タイムトライアルステージ | 14        | ゲラント・トーマス               | ゲラント・トーマス |
| 2        | 07月02日 | デュッセルドルフ – リエージュ                     | 平坦ステージ                 | 203.5     | マルセル・キッテル               | ゲラント・トーマス |
| 3        | 07月03日 | ヴェルヴィエ – ロンウィ                           | 丘陵ステージ                 | 212.5     | ペーター・サガン                 | ゲラント・トーマス |
| 4        | 07月04日 | バート・モンドルフ – ヴィッテル                   | 平坦ステージ                 | 207.5     | アルノー・デマール               | ゲラント・トーマス |
| 5        | 07月05日 | ヴィッテル – ラ・プランシュ・デ・ベル・フィーユ   | 中間ステージ                 | 160.5     | ファビオ・アル                   | クリス・フルーム   |
| 6        | 07月06日 | ヴズール – トロワ                                 | 平坦ステージ                 | 216       | マルセル・キッテル               | クリス・フルーム   |
| 7        | 07月07日 | トロワ – ニュイ＝サン＝ジョルジュ                 | 平坦ステージ                 | 213.5     | マルセル・キッテル               | クリス・フルーム   |
| 8        | 07月08日 | ドル – Station des Rousses                        | 中間ステージ                 | 187.5     | リリアン・カルメジャーヌ         | クリス・フルーム   |
| 9        | 07月09日 | ナンテュア – シャンベリ                           | 山岳ステージ                 | 181.5     | リゴベルト・ウラン               | クリス・フルーム   |
| 10       | 07月11日 | ペリグー – ベルジュラック                         | 平坦ステージ                 | 178       | マルセル・キッテル               | クリス・フルーム   |
| 11       | 07月12日 | Eymet – ポー                                      | 平坦ステージ                 | 203.5     | マルセル・キッテル               | クリス・フルーム   |
| 12       | 07月13日 | ポー – Peyragudes                                 | 山岳ステージ                 | 214.5     | ロマン・バルデ                   | ファビオ・アル     |
| 13       | 07月14日 | サン＝ジロン – フォワ                             | 山岳ステージ                 | 101       | ワレン・バルギル                 | ファビオ・アル     |
| 14       | 07月15日 | ブラニャック – ロデーズ                           | 丘陵ステージ                 | 181.5     | マイケル・マシューズ             | クリス・フルーム   |
| 15       | 07月16日 | Laissac-Sévérac l'Église – ル・ピュイ＝アン＝ヴレ | 中間ステージ                 | 189.5     | バウク・モレマ                   | クリス・フルーム   |
| 16       | 07月18日 | ル・ピュイ＝アン＝ヴレ – ロマン＝シュル＝イゼール | 丘陵ステージ                 | 165       | マイケル・マシューズ             | クリス・フルーム   |
| 17       | 07月19日 | La Mure – セッレ＝シェヴァリエ                    | 山岳ステージ                 | 183       | プリモシュ・ログリッチ           | クリス・フルーム   |
| 18       | 07月20日 | ブリアンソン – イゾアール峠                       | 山岳ステージ                 | 179.5     | ワレン・バルギル                 | クリス・フルーム   |
| 19       | 07月21日 | アンブラン – サロン＝ド＝プロヴァンス             | 丘陵ステージ                 | 222.5     | エドヴァルド・ボアソン・ハーゲン | クリス・フルーム   |
| 20       | 07月22日 | マルセイユ – マルセイユ                           | 個人タイムトライアルステージ | 22.5      | マツィエイ・ボドナル             | クリス・フルーム   |
| 21       | 07月23日 | モンジュロン – シャンゼリゼ通り                   | 平坦ステージ                 | 103       | ディラン・フルーネヴェーヘン     | クリス・フルーム   |

## 各賞の変遷
| 区間     | 勝者                             | 総合成績           | ポイント賞           | 山岳賞                   | 新人賞                 | チーム総合賞 | 敢闘賞                             |
| -------- | -------------------------------- | ------------------ | -------------------- | ------------------------ | ---------------------- | ------------ | ---------------------------------- |
| 1        | ゲラント・トーマス               | ゲラント・トーマス | ゲラント・トーマス   | なし                     | シュテファン・キュング | チームスカイ | なし                               |
| 2        | マルセル・キッテル               | ゲラント・トーマス | マルセル・キッテル   | テイラー・フィニー       | シュテファン・キュング | チームスカイ | ヨアン・オフレド                   |
| 3        | ペーター・サガン                 | ゲラント・トーマス | マルセル・キッテル   | ネイサン・ブラウン       | ピエール・ラトゥール   | チームスカイ | リリアン・カルメジャーヌ           |
| 4        | アルノー・デマル                 | ゲラント・トーマス | アルノー・デマル     | ネイサン・ブラウン       | ピエール・ラトゥール   | チームスカイ | ギョーム・ヴァン・ケイルスブルック |
| 5        | ファビオ・アル                   | クリス・フルーム   | アルノー・デマル     | ファビオ・アル           | サイモン・イェーツ     | チームスカイ | フィリップ・ジルベール             |
| 6        | マルセル・キッテル               | クリス・フルーム   | アルノー・デマル     | ファビオ・アル           | サイモン・イェーツ     | チームスカイ | ヴェーガル・スターク・ラエンゲン   |
| 7        | マルセル・キッテル               | クリス・フルーム   | マルセル・キッテル   | ファビオ・アル           | サイモン・イェーツ     | チームスカイ | ディラン・ファン・バールレ         |
| 8        | リリアン・カルメジャーヌ         | クリス・フルーム   | マルセル・キッテル   | リリアン・カルメジャーヌ | サイモン・イェーツ     | チームスカイ | リリアン・カルメジャーヌ           |
| 9        | リゴベルト・ウラン               | クリス・フルーム   | マルセル・キッテル   | ワレン・バルギル         | サイモン・イェーツ     | チームスカイ | ワレン・バルギル                   |
| 10       | マルセル・キッテル               | クリス・フルーム   | マルセル・キッテル   | ワレン・バルギル         | サイモン・イェーツ     | チームスカイ | エリ・ジェスベール                 |
| 11       | マルセル・キッテル               | クリス・フルーム   | マルセル・キッテル   | ワレン・バルギル         | サイモン・イェーツ     | チームスカイ | マツィエイ・ボドナル               |
| 12       | ロマン・バルデ                   | ファビオ・アル     | マルセル・キッテル   | ワレン・バルギル         | サイモン・イェーツ     | チームスカイ | スティーヴ・カミングス             |
| 13       | ワレン・バルギル                 | ファビオ・アル     | マルセル・キッテル   | ワレン・バルギル         | サイモン・イェーツ     | チームスカイ | アルベルト・コンタドール           |
| 14       | マイケル・マシューズ             | クリス・フルーム   | マルセル・キッテル   | ワレン・バルギル         | サイモン・イェーツ     | チームスカイ | トーマス・デ・ヘント               |
| 15       | バウケ・モレマ                   | クリス・フルーム   | マルセル・キッテル   | ワレン・バルギル         | サイモン・イェーツ     | チームスカイ | バウケ・モレマ                     |
| 16       | マイケル・マシューズ             | クリス・フルーム   | マルセル・キッテル   | ワレン・バルギル         | サイモン・イェーツ     | チームスカイ | シルヴァン・シャヴァネル           |
| 17       | プリモシュ・ログリッチ           | クリス・フルーム   | マイケル・マシューズ | ワレン・バルギル         | サイモン・イェーツ     | チームスカイ | アルベルト・コンタドール           |
| 18       | ワレン・バルギル                 | クリス・フルーム   | マイケル・マシューズ | ワレン・バルギル         | サイモン・イェーツ     | チームスカイ | ダルウィン・アタプマ               |
| 19       | エドヴァルド・ボアソン・ハーゲン | クリス・フルーム   | マイケル・マシューズ | ワレン・バルギル         | サイモン・イェーツ     | チームスカイ | イェンス・クークレール             |
| 20       | マツィエイ・ボドナル             | クリス・フルーム   | マイケル・マシューズ | ワレン・バルギル         | サイモン・イェーツ     | チームスカイ | なし                               |
| 21       | ディラン・フルーネヴェーヘン     | クリス・フルーム   | マイケル・マシューズ | ワレン・バルギル         | サイモン・イェーツ     | チームスカイ | なし                               |
| 最終成績 | 最終成績                         | クリス・フルーム   | マイケル・マシューズ | ワレン・バルギル         | サイモン・イェーツ     | チームスカイ | ワレン・バルギル                   |

## レース概要
第1ステージでは降雨の影響からか、落車が続出。ヨン・イサギレ(バーレーン・メリダ)とアレハンドロ・バルベルデ(モビスター)の有力選手2人が第1ステージで落車リタイアするという波乱の展開に。雨の中ステージ後半でペースアップしたゲラント・トーマス(チームスカイ)が自身初のグランツール区間優勝を果たす。総合上位陣ではクリス・フルーム(チームスカイ)が他のライバルから30秒ほどリードを奪う。
第2ステージでも雨は続き、途中フルームやトーマスが落車に巻き込まれるも、集団復帰を果たしている。昨年区間1勝と不本意な結果に終わったマルセル・キッテル(クイックステップ・フロアーズ)がスプリント勝利。続く第3ステージの最後の登りスプリントでは、ペダルが外れるというハプニングがありながらもペーター・サガン(ボーラ＝ハンスグローエ)が優勝。
第4ステージで事件が発生する。ステージ優勝はフランスチャンピオンのアルノー・デマール(FDJ)が獲得したが、最後のスプリント時、マーク・カヴェンディッシュ(ディメンションデータ)の走行を妨害し落車を招いたとして、サガンに失格処分が下された。判定は覆らずサガンの失格、カヴェンディッシュのリタイアが確定。2人の有名選手が第4ステージで姿を消したことについては議論が起こった。
今大会最初の山岳ステージとなった第5ステージ。最後のラ・プランシュ・デ・ベル・フィーユでファビオ・アル(アスタナ)がアタックを仕掛ける。後続は牽制ムードとなり、アルとの差が開いていき、結果アルは自身初のツール区間優勝を手に入れた。続いてダニエル・マーティン(クイックステップ・フロアーズ)、フルーム、リッチー・ポート(BMCレーシング)とフィニッシュし、マイヨ・ジョーヌは遅れたトーマスからチームのエース、フルームへ移動。
第6,7ステージはキッテルが2連勝。特に第7ステージではエドヴァルド・ボアッソン・ハーゲン(ディメンションデータ)をmm差で下し、マイヨ・ヴェールに袖を通した。
第8ステージでは最後の登りでリリアン・カルメジャーヌ(ディレクトエネルジー)がアタック。途中脚が攣り失速するも何とか追走するロベルト・ヘーシンク(ロットNL・ユンボ)から逃げ切り、今大会フランス人2勝目をあげた。
今大会のクイーンステージと目された第9ステージ。超級山岳3連発という厳しいコースとなり、デマール含めFDJはこのステージだけで4人を失った。マイヨのフルームにメカトラブルが発生した際、それを無視してアタックしたアルをポートが止め、フルームの復帰を待つという、友人であり元チームメートでもあるという絆の深さが窺えたが、そのポートが最終山岳のモン・デュ・シャの下りで落車しリタイア。この落車に巻き込まれたマーティンはレースを続行するも大会終了後に骨折が判明した。その後の5名でのステージ争いで勝利したリゴベルト・ウラン(キャノンデール・ドラパック)が総合4位に浮上。ステージ3位となったフルームはマイヨを守ったが、このステージでトーマスが鎖骨を骨折しリタイアとなり、重要なアシストを失ってしまう。
ジュラ山脈での激戦の後、ピレネー山脈への移動コースとなった第10,11ステージでキッテルが再び2連勝。ドイツ人のツール最多ステージ優勝記録を更新した。
超級山岳バレス峠と最大勾配15%の激坂・ペイラギュードが登場したピレネーの難関ステージとなった第12ステージ。最後のペイラギュードでアタックしたアルをさらに追い抜いたロマン・バルデ(AG2R・ラ・モンディアル)がステージ優勝。ここで22秒遅れたフルームに代わりアルがマイヨ・ジョーヌを獲得。第13ステージでは山岳賞ジャージを着るワレン・バルギル(サンウェブ)、ジロの疲労から抜け切れていないことが明らかになったナイロ・キンタナ(モビスター)、かつてのツールチャンピオンアルベルト・コンタドール(トレック・セガフレード)、フルームの山岳アシストながら総合上位にいるミケル・ランダ(チームスカイ)の4名の逃げ切りが決まり、フランス人バルギルがフランス革命記念日に勝利。アルはマイヨを守る。
パンチャー向きコースの第14,16ステージではポイント賞を狙うマイケル・マシューズ(サンウェブ)が優勝。キッテルとのポイント差を大きく縮める。総合上位陣の順位変動が起こり、第14ステージでは、ゴール前の位置取りに失敗しタイム差を取られたアルを傍目にステージ7位となったフルームがマイヨ・ジョーヌを奪還。
中央山塊を舞台にした第15ステージでは、コンタドールのアシストであるバウク・モレマ(トレック・セガフレード)が30kmを独走してステージ優勝を勝ちとる。フルームは途中メカトラブルに襲われたものの、チームメートたちの身を粉にした全力の追走により集団に復帰してフィニッシュし、マイヨを守っている。
超級山岳ガリビエ峠を越える第17ステージ。コンタドールが再び逃げに乗るも、ガリビエ峠でアタックしたプリモシュ・ログリッチ(ロットNL・ユンボ)に追いつけず、更にメイン集団からも遅れてしまう。ログリッチは高い独走力を遺憾なく発揮し、ステージ2位となったウランに1分ほどの差をつけ、スロベニア人として初めてツール区間優勝を果たした。このステージで起こった集団落車によりキッテルがリタイア。マイヨ・ヴェールはマシューズの手に渡った。
イゾアール峠への頂上フィニッシュとなった第18ステージ。イゾアール峠でアタックした山岳王バルギルが、先頭を走っていたダルウィン・アタプマ(UAEチーム・エミレーツ)を残り1kmで千切りステージ優勝。同時に山岳賞獲得を確定させた。フルームはイゾアール峠の途中にある短い下りの直前の登りでアタック。ダウンヒルが得意なバルデと、遅れてはならないウランが追いつくが、先にアタックしていたランダと合流したフルームのみ、アシストがついて有利な状況となる。しかしラストでランダとウランは遅れ、ステージ3位争いはバルデとフルームに絞られる。第9,17ステージとスプリントでバルデを下していたフルームは加速せず4位でフィニッシュ、ステージ3位でボーナスタイムを得たバルデが総合順位でウランを逆転する。
細かな起伏に富んだ第19ステージでは逃げが決まる。ラスト2kmにあったラウンダバウトで右側を選択したボアッソン・ハーゲンとニキアス・アルント(サンウェブ)が逃げ集団から抜け出すことに成功。直後にボアッソン・ハーゲンが再加速しアルントを千切る。そのままゴールまで逃げ切り、6年ぶりのツール区間優勝を果たした。
マルセイユでの個人タイムトライアルとなった勝負の第20ステージ。個人TTオリンピックメダリストであるフルーム有利の中、バルデとウランの総合順位争いも注目された。ステージ開始前の両者のタイム差は僅か6秒。タイムトライアルを得意とするウランに対し、タイムトライアルを苦手としてるバルデ。総合4位につける伏兵、ランダもタイムトライアルはそこそこの実力を持つため、バルデとしては、ランダも警戒しなければならなかった。
52番手スタートのマツィエイ・ボドナル(ボーラ＝ハンスグローエ)がトップタイムをマークするなか、個人TT世界チャンピオンであるトニー・マルティン(カチューシャ・アルペシン)は登りの勾配の厳しさに苦しみステージ優勝を逃し、ポーランドTTチャンピオンのミハウ・クフィアトコフスキー(チームスカイ)がボドナルのタイムに1秒遅れと、ボドナルのトップタイムが破られないまま総合上位陣がスタート。
総合10位につけるコンタドールが好調な走りで総合9位バルギルを逆転。マイヨ・ブランを着るサイモン・イェーツ(オリカ・スコット)は、マイヨ・ブラン争いのライバルであるルイス・メインチェス(UAEチーム・エミレーツ)と同タイムでフィニッシュし、マイヨ・ブランを確定させる。そして、総合トップ3がスタートする。
総合3位につけるウランは序盤から快調なペースで進む。対するバルデは、運悪くこの日バッド・デイがきてしまい、ステージ中盤でウランの総合2位は決まったも同然となり、バルデは総合4位転落の危機と闘うことになった。残り1kmで最終走者フルームがバルデの姿を捉えるも、バルデは30分18秒のタイムでフィニッシュし、2秒差で表彰台を守った。直後にフルームもフィニッシュ、ステージ3位となり事実上ここで3連覇4度目の総合優勝を確定させた。
ボドナルは嬉しいグランツール初勝利を飾り、第11ステージで残り250mで吸収された雪辱を果たした。
最終第21ステージでは、24歳の若手スプリンター、ディラン・フルーネヴェーヘン(ロットNL・ユンボ)がアンドレ・グライペル(ロット・ソウダル)のシャンゼリゼ連勝を抑え優勝。総合上位陣も無難に乗り切り、フルームは4度目の総合優勝を達成した。

## 最終成績

### 個人総合成績
| 順位 | 選手名                   | 国籍             | チーム                       | 時間           |
| ---- | ------------------------ | ---------------- | ---------------------------- | -------------- |
| 1    | クリス・フルーム         | イギリス         | チーム・スカイ               | 86時間20分55秒 |
| 2    | リゴベルト・ウラン       | コロンビア       | キャノンデール・ドラパック   | +54秒          |
| 3    | ロマン・バルデ           | フランス         | AG2R・ラ・モンディアル       | +02分20秒      |
| 4    | ミケル・ランダ           | スペイン         | チーム・スカイ               | +02分21秒      |
| 5    | ファビオ・アル           | イタリア         | アスタナ・プロチーム         | +03分05秒      |
| 6    | ダニエル・マーティン     | アイルランド     | クイックステップ・フロアーズ | +04分42秒      |
| 7    | サイモン・イェーツ       | イギリス         | オリカ・スコット             | +06分44秒      |
| 8    | ルイ・メインティース     | 南アフリカ共和国 | UAE チーム・エミレーツ       | +08分20秒      |
| 9    | アルベルト・コンタドール | スペイン         | トレック・セガフレード       | +08分49秒      |
| 10   | ワレン・バルギル         | フランス         | チーム・サンウェブ           | +09分25秒      |

### ポイント賞
| 順位 | 選手名                             | 国籍           | チーム                       | ポイント |
| ---- | ---------------------------------- | -------------- | ---------------------------- | -------- |
| 1    | マイケル・マシューズ               | オーストラリア | チーム・サンウェブ           | 370pts   |
| 2    | アンドレ・グライペル               | ドイツ         | ロット・ソウダル             | 234pts   |
| 3    | エドヴァルド・ボアッソン・ハーゲン | ノルウェー     | チーム・ディメンションデータ | 220pts   |
| 4    | アレクサンダー・クリストフ         | ノルウェー     | カチューシャ・アルペシン     | 174pts   |
| 5    | ソニー・コルブレッリ               | イタリア       | バーレーン・メリダ           | 168pts   |

### 山岳賞
| 順位 | 選手名                 | 国籍       | チーム                   | ポイント |
| ---- | ---------------------- | ---------- | ------------------------ | -------- |
| 1    | ワレン・バルギル       | フランス   | チーム・サンウェブ       | 169pts   |
| 2    | プリモシュ・ログリッチ | スロベニア | チーム・ロットNL・ユンボ | 80pts    |
| 3    | トーマス・デ・ヘント   | ベルギー   | ロット・ソウダル         | 64pts    |
| 4    | ダルウィン・アタプマ   | コロンビア | UAE チーム・エミレーツ   | 55pts    |
| 5    | クリス・フルーム       | イギリス   | チーム・スカイ           | 51pts    |

### 新人賞
| 順位 | 選手名                 | 国籍             | チーム                     | 時間           |
| ---- | ---------------------- | ---------------- | -------------------------- | -------------- |
| 1    | サイモン・イェーツ     | イギリス         | オリカ・スコット           | 86時間27分09秒 |
| 2    | ルイ・メインティース   | 南アフリカ共和国 | UAE チーム・エミレーツ     | +02分06秒      |
| 3    | エマヌエル・ブッフマン | ドイツ           | ボーラ・ハンスグローエ     | +27分07秒      |
| 4    | ティシュ・ベノート     | ベルギー         | ロット・ソウダル           | +35分50秒      |
| 5    | ギヨーム・マルタン     | フランス         | ワンティ・グループゴベール | +47分38秒      |

### チーム総合成績
| 順位 | チーム名               | 時間            |
| ---- | ---------------------- | --------------- |
| 1    | チーム・スカイ         | 259時間21分06秒 |
| 2    | AG2R・ラ・モンディアル | +07分14秒       |
| 3    | トレック・セガフレード | +1時間44分46秒  |
| 4    | BMCレーシング          | +1時間49分49秒  |
| 5    | オリカ・スコット       | +1時間52分21秒  |

### 総合敢闘賞
ワレン・バルギル（チーム・サンウェブ）